# Joseph Bouvier (lithographe)
Pour les articles homonymes, voir Joseph Bouvier et Bouvier.
Joseph Bouvier (1839-1888) est un peintre de figures et un lithographe du XIXe siècle.
Bouvier est principalement actif à Londres, où il expose beaucoup, jusqu'à sa mort en 1888.